# Монтемаси
Монтемаси (итал. Montemassi) је насеље у Италији у округу Гросето, региону Тоскана.
Према процени из 2011. у насељу је живело 176 становника. Насеље се налази на надморској висини од 240 м.